# Europese auto in 2000
Dit artikel geeft een overzicht van alle Europese personenwagens die in 2000 op de markt kwamen. De auto's staan alfabetisch gerangschikt per merk.

## West-Europa
| Alfa Romeo |                  | concern:          | FIAT Italië |
| Alfa Romeo | divisie:         |                   |             |
| Alfa Romeo | merk:            | Alfa Romeo Italië |             |
| Alfa Romeo | model:           | 156 sportwagon    |             |
| Alfa Romeo | einde productie: | 2003              |             |
| Alfa Romeo | productieaantal: | ?                 |             |

| Ariel |                  | concern:                     | onafhankelijk |
| Ariel | divisie:         |                              |               |
| Ariel | merk:            | Ariel Verenigd Koninkrijk    |               |
| Ariel | model:           | Atom roadster (1e generatie) |               |
| Ariel | einde productie: | 2002                         |               |
| Ariel | productieaantal: | ?                            |               |

| Audi |                  | concern:       | Volkswagen AG Duitsland |
| Audi | divisie:         |                |                         |
| Audi | merk:            | Audi Duitsland |                         |
| Audi | model:           | A2             |                         |
| Audi | einde productie: | 2005           |                         |
| Audi | productieaantal: | ?              |                         |

| Audi |                  | concern:       | Volkswagen AG Duitsland |
| Audi | divisie:         |                |                         |
| Audi | merk:            | Audi Duitsland |                         |
| Audi | model:           | A3 3p / 5p     |                         |
| Audi | einde productie: | 2003           |                         |
| Audi | productieaantal: | ?              |                         |

| Audi |                  | concern:       | Volkswagen AG Duitsland |
| Audi | divisie:         |                |                         |
| Audi | merk:            | Audi Duitsland |                         |
| Audi | model:           | A4             |                         |
| Audi | einde productie: | 2005           |                         |
| Audi | productieaantal: | ?              |                         |

| Audi |                  | concern:                                                                                           | Volkswagen AG Duitsland |
| Audi | divisie:         | |                         |
| Audi | merk:            | Audi Duitsland                                                                                     |                         |
| Audi | model:           | allroad quattro crossover-stationwagen (1e generatie; offroadvariant van de 2e generatie A6 Avant) |                         |
| Audi | einde productie: | 2005                                                                                               |                         |
| Audi | productieaantal: | ?                                                                                                  |                         |

| Audi |                  | concern:       | Volkswagen AG Duitsland |
| Audi | divisie:         |                |                         |
| Audi | merk:            | Audi Duitsland |                         |
| Audi | model:           | A8 LWB         |                         |
| Audi | einde productie: | 2002           |                         |
| Audi | productieaantal: | ?              |                         |

| BMW |                  | concern:                | onafhankelijk |
| BMW | divisie:         |                         |               |
| BMW | merk:            | BMW Duitsland           |               |
| BMW | model:           | 3-serie (E46) cabriolet |               |
| BMW | einde productie: | 2005                    |               |
| BMW | productieaantal: | ?                       |               |

| BMW |                  | concern:      | onafhankelijk |
| BMW | divisie:         |               |               |
| BMW | merk:            | BMW Duitsland |               |
| BMW | model:           | 3-serie (E52) |               |
| BMW | einde productie: | 2003          |               |
| BMW | productieaantal: | ?             |               |

| BMW |                  | concern:                                                           | onafhankelijk |
| BMW | divisie:         |                                                                    |               |
| BMW | merk:            | BMW Duitsland                                                      |               |
| BMW | model:           | M3 2+2 coupé (E46; 3e generatie; sportieve variant van de 3-serie) |               |
| BMW | einde productie: | 2006                                                               |               |
| BMW | productieaantal: | 54.750                                                             |               |

| Chrysler |                  | concern: | DaimlerChrysler Duitsland |
| Chrysler | divisie:         | |                           |
| Chrysler | merk:            | Chrysler Verenigde Staten |                           |
| Chrysler | model:           | Voyager / Grand Voyager (verlengde wielbasis) mpv (4e generatie; badge-engineered Dodge Caravan; ook bij Eurostar Automobilwerk in Oostenrijk gebouwd; na de stopzetting van Plymouth in 2001 tot 2003 werd wat voorheen de Plymouth Voyager heette, als Chrysler verkocht in Noord-Amerika) |                           |
| Chrysler | einde productie: | 2007 (Grand Voyager), 2008 (Voyager) |                           |
| Chrysler | productieaantal: | ? |                           |

| Citroën |                  | concern:          | PSA Peugeot Citroën Frankrijk |
| Citroën | divisie:         |                   |                               |
| Citroën | merk:            | Citroën Frankrijk |                               |
| Citroën | model:           | Xsara 3p/5p/break |                               |
| Citroën | einde productie: | 2005              |                               |
| Citroën | productieaantal: | ?                 |                               |

| Ferrari |                  | concern:               | FIAT Italië |
| Ferrari | divisie:         |                        |             |
| Ferrari | merk:            | Ferrari Italië         |             |
| Ferrari | model:           | 360 Spider (cabriolet) |             |
| Ferrari | einde productie: | 2005                   |             |
| Ferrari | productieaantal: | 7579                   |             |

| Ferrari |                  | concern:       | FIAT Italië |
| Ferrari | divisie:         |                |             |
| Ferrari | merk:            | Ferrari Italië |             |
| Ferrari | model:           | 550 Barchetta  |             |
| Ferrari | einde productie: | 2001           |             |
| Ferrari | productieaantal: | 448            |             |

| Ford |                  | concern:                                                                                        | Ford Motor Company Verenigde Staten |
| Ford | divisie:         |                                                                                                 |                                     |
| Ford | merk:            | Ford Verenigde Staten                                                                           |                                     |
| Ford | model:           | Maverick (2e generatie; zustermodel van de Mazda Tribute; buiten Europa als Escape op de markt) |                                     |
| Ford | einde productie: | 2007                                                                                            |                                     |
| Ford | productieaantal: | ?                                                                                               |                                     |

| Ford |                  | concern:                                             | Ford Motor Company Verenigde Staten |
| Ford | divisie:         | Ford of Europe Duitsland                             |                                     |
| Ford | merk:            | Ford Verenigde Staten                                |                                     |
| Ford | model:           | Tourneo (minibusvariant van de 3e generatie Transit) |                                     |
| Ford | einde productie: | 2014                                                 |                                     |
| Ford | productieaantal: | ?                                                    |                                     |

| Isatis |                  | concern:         | onafhankelijk |
| Isatis | divisie:         |                  |               |
| Isatis | merk:            | Isatis Frankrijk |               |
| Isatis | model:           | BV6              |               |
| Isatis | einde productie: | ?                |               |
| Isatis | productieaantal: | ?                |               |

| Keinath |                  | concern:          | onafhankelijk |
| Keinath | divisie:         |                   |               |
| Keinath | merk:            | Keinath Duitsland |               |
| Keinath | model:           | GT/C              |               |
| Keinath | einde productie: | ?                 |               |
| Keinath | productieaantal: | ?                 |               |

| Lotus |                  | concern:                                                                       | Proton Maleisië |
| Lotus | divisie:         |                                                                                |                 |
| Lotus | merk:            | Lotus Verenigd Koninkrijk                                                      |                 |
| Lotus | model:           | 340R roadster (gebaseerd op de Elise en voornamelijk bedoeld voor het circuit) |                 |
| Lotus | einde productie: | 2000                                                                           |                 |
| Lotus | productieaantal: | 340                                                                            |                 |

| Lotus |                  | concern:                                                                         | Proton Maleisië |
| Lotus | divisie:         |                                                                                  |                 |
| Lotus | merk:            | Lotus Verenigd Koninkrijk                                                        |                 |
| Lotus | model:           | Exige Series 1 coupé (1e generatie; gebaseerd op de 1e generatie Elise uit 1996) |                 |
| Lotus | einde productie: | 2001                                                                             |                 |
| Lotus | productieaantal: | 604                                                                              |                 |

| Mercedes-Benz |                  | concern:                                                       | DaimlerChrysler Duitsland |
| Mercedes-Benz | divisie:         |                                                                |                           |
| Mercedes-Benz | merk:            | Mercedes-Benz Duitsland                                        |                           |
| Mercedes-Benz | model:           | C-Klasse sedan (W203; 2e generatie)                            |                           |
| Mercedes-Benz | einde productie: | 1 maart 2007                                                   |                           |
| Mercedes-Benz | productieaantal: | ruim 1,4 miljoen (exclusief de stationwagen en coupé uit 2001) |                           |

| Mercedes-Benz |                  | concern: | DaimlerChrysler Duitsland |
| Mercedes-Benz | divisie:         | |                           |
| Mercedes-Benz | merk:            | Mercedes-Benz Duitsland                                                                                             |                           |
| Mercedes-Benz | model:           | S 500 / S 600 – Pullman verlengde limousine (VV220; gebaseerd op de verlengde 4e generatie S-Klasse sedan uit 1998) |                           |
| Mercedes-Benz | einde productie: | augustus 2002 (S 600), 2005 (S 500)                                                                                 |                           |
| Mercedes-Benz | productieaantal: | ? |                           |

| Noble |                  | concern:                  | onafhankelijk |
| Noble | divisie:         |                           |               |
| Noble | merk:            | Noble Verenigd Koninkrijk |               |
| Noble | model:           | M12                       |               |
| Noble | einde productie: | ?                         |               |
| Noble | productieaantal: | ?                         |               |

| Opel Vauxhall |                  | concern:                                                                  | General Motors Verenigde Staten |
| Opel Vauxhall | divisie:         |                                                                           |                                 |
| Opel Vauxhall | merk:            | Opel Duitsland en Vauxhall Verenigd Koninkrijk                            |                                 |
| Opel Vauxhall | model:           | Agila kleine mpv (1e generatie; badge-engineered Suzuki Solio / Wagon R+) |                                 |
| Opel Vauxhall | einde productie: | 2007                                                                      |                                 |
| Opel Vauxhall | productieaantal: | ruim 444.000 (verkocht)                                                   |                                 |

| Opel |                  | concern:       | General Motors Verenigde Staten |
| Opel | divisie:         |                |                                 |
| Opel | merk:            | Opel Duitsland |                                 |
| Opel | model:           | Astra coupé    |                                 |
| Opel | einde productie: | 2003           |                                 |
| Opel | productieaantal: | ?              |                                 |

| Peugeot |                  | concern:                                                    | PSA Peugeot Citroën Frankrijk |
| Peugeot | divisie:         |                                                             |                               |
| Peugeot | merk:            | Peugeot Frankrijk                                           |                               |
| Peugeot | model:           | 206 CC coupé-cabriolet (afgeleid van de hatchback uit 1998) |                               |
| Peugeot | einde productie: | 2007                                                        |                               |
| Peugeot | productieaantal: | 369.611                                                     |                               |

| Peugeot |                  | concern:                | PSA Peugeot Citroën Frankrijk |
| Peugeot | divisie:         |                         |                               |
| Peugeot | merk:            | Peugeot Frankrijk       |                               |
| Peugeot | model:           | 607 sedan (1 generatie) |                               |
| Peugeot | einde productie: | september 2010          |                               |
| Peugeot | productieaantal: | 169.431                 |                               |

| Porsche |                  | concern:          | onafhankelijk |
| Porsche | divisie:         |                   |               |
| Porsche | merk:            | Porsche Duitsland |               |
| Porsche | model:           | 996 Turbo         |               |
| Porsche | einde productie: | ?                 |               |
| Porsche | productieaantal: | ?                 |               |

| Qvale |                  | concern: | onafhankelijk |
| Qvale | divisie:         | |               |
| Qvale | merk:            | Qvale (de eerste exemplaren waren als De Tomaso verkocht en werden teruggeroepen om de merknaam aan te passen) Italië |               |
| Qvale | model:           | Mangusta |               |
| Qvale | einde productie: | 2002 |               |
| Qvale | productieaantal: | 284 (verkocht) |               |

| Renault |                  | concern:                                                                                 | onafhankelijk |
| Renault | divisie:         |                                                                                          |               |
| Renault | merk:            | Renault Frankrijk                                                                        |               |
| Renault | model:           | Clio RS / V6 RS driedeurhatchback (krachtiger versies van de 2e generatie Clio uit 1998) |               |
| Renault | einde productie: | 2005                                                                                     |               |
| Renault | productieaantal: | ?                                                                                        |               |

| Rolls-Royce |                  | concern:                        | Volkswagen AG Duitsland |
| Rolls-Royce | divisie:         |                                 |                         |
| Rolls-Royce | merk:            | Rolls-Royce Verenigd Koninkrijk |                         |
| Rolls-Royce | model:           | Corniche 2000                   |                         |
| Rolls-Royce | einde productie: | 2002                            |                         |
| Rolls-Royce | productieaantal: | 374                             |                         |

| Rover |                  | concern:                  | BMW Duitsland |
| Rover | divisie:         |                           |               |
| Rover | merk:            | Rover Verenigd Koninkrijk |               |
| Rover | model:           | 25 3p/5p                  |               |
| Rover | einde productie: | 2006                      |               |
| Rover | productieaantal: | ?                         |               |

| Rover |                  | concern:                  | BMW Duitsland |
| Rover | divisie:         |                           |               |
| Rover | merk:            | Rover Verenigd Koninkrijk |               |
| Rover | model:           | 45 4p/5p                  |               |
| Rover | einde productie: | 2004                      |               |
| Rover | productieaantal: | ?                         |               |

| SEAT |                  | concern:    | Volkswagen AG Duitsland |
| SEAT | divisie:         |             |                         |
| SEAT | merk:            | Seat Spanje |                         |
| SEAT | model:           | Ibiza       |                         |
| SEAT | einde productie: | 2002        |                         |
| SEAT | productieaantal: | ?           |                         |

| SEAT |                  | concern:    | Volkswagen AG Duitsland |
| SEAT | divisie:         |             |                         |
| SEAT | merk:            | Seat Spanje |                         |
| SEAT | model:           | Leon        |                         |
| SEAT | einde productie: | 2005        |                         |
| SEAT | productieaantal: | ?           |                         |

| Škoda |                  | concern:                                                                  | Volkswagen AG Duitsland |
| Škoda | divisie:         |                                                                           |                         |
| Škoda | merk:            | Škoda Tsjechië                                                            |                         |
| Škoda | model:           | Fabia Combi stationwagen (variant van de 1e generatie hatchback uit 1999) |                         |
| Škoda | einde productie: | 2007                                                                      |                         |
| Škoda | productieaantal: | ?                                                                         |                         |

| Smart |                  | concern: | DaimlerChrysler Duitsland |
| Smart | divisie:         | |                           |
| Smart | merk:            | Smart Duitsland |                           |
| Smart | model:           | City-Cabrio driedeur-cabriolet-stadsauto (variant van de 1e generatie coupé uit 1998; in 2004 omgedoopt tot Fortwo Cabrio) |                           |
| Smart | einde productie: | 2007 |                           |
| Smart | productieaantal: | ? |                           |

| Spyker |                  | concern:                                      | onafhankelijk |
| Spyker | divisie:         |                                               |               |
| Spyker | merk:            | Spyker Nederland                              |               |
| Spyker | model:           | C8 Spyder cabriolet-sportwagen (1e generatie) |               |
| Spyker | einde productie: | 2009                                          |               |
| Spyker | productieaantal: | 121                                           |               |

| TVR |                  | concern:                | onafhankelijk |
| TVR | divisie:         |                         |               |
| TVR | merk:            | TVR Verenigd Koninkrijk |               |
| TVR | model:           | Tuscan                  |               |
| TVR | einde productie: | 2006                    |               |
| TVR | productieaantal: | ?                       |               |

| Vauxhall |                  | concern:                     | General Motors Verenigde Staten |
| Vauxhall | divisie:         |                              |                                 |
| Vauxhall | merk:            | Vauxhall Verenigd Koninkrijk |                                 |
| Vauxhall | model:           | Opel Astra coupe             |                                 |
| Vauxhall | einde productie: | 2003                         |                                 |
| Vauxhall | productieaantal: | ?                            |                                 |

| Volkswagen |                  | concern:             | onafhankelijk |
| Volkswagen | divisie:         |                      |               |
| Volkswagen | merk:            | Volkswagen Duitsland |               |
| Volkswagen | model:           | Polo                 |               |
| Volkswagen | einde productie: | 2002                 |               |
| Volkswagen | productieaantal: | ?                    |               |

| Volvo |                  | concern:     | Ford Motor Company Verenigde Staten |
| Volvo | divisie:         |              |                                     |
| Volvo | merk:            | Volvo Zweden |                                     |
| Volvo | model:           | S40          |                                     |
| Volvo | einde productie: | 2003         |                                     |
| Volvo | productieaantal: | ?            |                                     |

| Volvo |                  | concern:     | Ford Motor Company Verenigde Staten |
| Volvo | divisie:         |              |                                     |
| Volvo | merk:            | Volvo Zweden |                                     |
| Volvo | model:           | V40          |                                     |
| Volvo | einde productie: | 2004         |                                     |
| Volvo | productieaantal: | ?            |                                     |

| Volvo |                  | concern:     | Ford Motor Company Verenigde Staten |
| Volvo | divisie:         |              |                                     |
| Volvo | merk:            | Volvo Zweden |                                     |
| Volvo | model:           | V70          |                                     |
| Volvo | einde productie: | 2007         |                                     |
| Volvo | productieaantal: | ?            |                                     |

| Volvo |                  | concern:     | Ford Motor Company Verenigde Staten |
| Volvo | divisie:         |              |                                     |
| Volvo | merk:            | Volvo Zweden |                                     |
| Volvo | model:           | XC70         |                                     |
| Volvo | einde productie: | 2007         |                                     |
| Volvo | productieaantal: | ?            |                                     |

## Oost-Europa
| Dacia |                  | concern:                  | Renault Frankrijk |
| Dacia | divisie:         |                           |                   |
| Dacia | merk:            | Dacia Roemenië            |                   |
| Dacia | model:           | SupeRNova (geüpdate Nova) |                   |
| Dacia | einde productie: | 2003                      |                   |
| Dacia | productieaantal: | 57.465                    |                   |